# ويب جي بي يو
ويب جي بي يو (بالإنجليزية: WebGPU) هي واجهة برمجة تطبيقات مفتوحة المصدر ومتعددة المنصات، مصممة لتسريع الرسوميات والحوسبة على الويب، توفر تحكماً أدق في عتاد الجهاز مقارنةً بسابقتها WebGL، مع دعم كل من الرسومات ثلاثية الأبعاد والحوسبة العامة عبر وحدات معالجة الرسوميات.
وتهدف تقنية ويب جي بي يو إلي توفير واجهة برمجة موحدة للوصول إلى إمكانيات بطاقات الرسوميات (GPU) عبر جميع أنظمة التشغيل (ويندوز، ماك أو إس، لينكس)، مع تجنب التعقيدات في واجهات مثل Vulkan أو Metal، ودعم أحدث تقنيات الرسوميات مثل: تتبع الأشعة في الزمن الحقيقي والشادرات المتقدمة، وتمكين تطبيقات الويب من منافسة التطبيقات الأصلية في الأداء، خاصة في الألعاب ثلاثية الأبعاد (مثل تلك المبنية بـ Babylon.js) والحوسبة العلمية (محاكاة الفيزياء، الذكاء الاصطناعي) وتقليل استهلاك الطاقة بنسبة تصل إلى 40% مقارنة بـ WebGL، عبر تحسين استخدام موارد الـ وحدة معالجة الرسوميات.